# Кусков, Владимир Аполлонович
Влади́мир Аполло́нович Куско́в (2 [15] августа 1898, Халузи, Российская империя — 23 апреля 1978, Ленинград, СССР) — русский и советский футболист, нападающий. Заслуженный мастер спорта СССР, заслуженный тренер РСФСР.

## Карьера
Родился в деревне Халузи Петергофского уезда.
На протяжении всей своей футбольной карьеры Владимир Кусков выступал за команды из Петрограда и Ленинграда. В 1928 и 1933 годах он попадал в список 33 лучших футболистов сезона. В 1938 году играл в чемпионате СССР в составе «Спартака».
В 1935 году сыграл два неофициальных матча за сборную СССР против команды Турции. В первой встрече смог отличиться.
В послевоенные годы работал тренером в школе «Зенита». Среди его воспитанников Владимир Шемелёв и Лев Бурчалкин.

## Достижения
- В списке 33 лучших футболистов сезона в СССР (2): № 2 (1928), № 3 (1933)